# 3-й Митинский переулок
Тре́тий Ми́тинский переулок (согласно официальному «Общемосковскому классификатору улиц» — «3-й Митинский проезд») — улица в Северо-Западном административном округе Москвы, в районе Митино между Митинской улицей и улицей Барышиха.

## Происхождение названия
Назван в 1995 году по деревне Митино, как 1-й и 2-й Митинские переулки. Назван «3-й Митинский проезд» 21 февраля 1995 года. Бывший проектируемый проезд № 356.

## Описание
3-й Митинский переулок начинается от Митинской улицы (дом 48), проходит на юго-запад и выходит на улицу Барышиха (дома 21 и 23).

## Примечательные здания
По нечётной стороне:
- № 1 — Почтовое отделение № 368;
- № 1, корпус 2 — детский сад № 2319 «Олененок»;
- № 19, владение 1 — ЭГТР-2 ГУП «Мосводосток»;

По чётной стороне:
- № 2 — библиотека № 233;
- № 6 — стоматологическая поликлиника № 65;
- № 6, корпус 2 — детский сад № 2305 «Звездочка»;
- № 12 — начальная общеобразовательная школа «Школа здоровья» № 1090; средняя общеобразовательная школа № 1747.